# Балтського полку Повстання
Балтського полку Повстання 1919 року — це збройний виступ під керівництвом більшовиків-солдатів однієї з частин армії УНР проти Директорії. 

## Історія
У початку лютого 1919 року солдати, підтримані робітниками і селянами, захопили місто Балту (тепер Одеська область) і протягом кількох днів захищали його від частин УНР, кинутих Петлюрівським командуванням для придушення виступу. Однак, під тиском переважаючих сил ворога, повстанці відступили з Балти, розділилися на кілька загонів і продовжували боротьбу в тилу до захоплення цього району частинами більшовиків у березні 1919 року.